# Stazione di Caslino d'Erba
La stazione di Caslino d'Erba è una fermata della ferrovia Milano-Asso ubicato nel territorio dell'omonimo comune.
È ubicata parallelamente alla strada provinciale Arosio-Canzo nel territorio comunale di Caslino d'Erba.

## Strutture e impianti
Si tratta di una fermata impresenziata gestita da FerrovieNord.
È dotata di un sovrappasso che collega la banchina a un sentiero di montagna che raggiunge il comune di Castelmarte.
Un tempo dotata di un fabbricato viaggiatori analogo a quello di altre stazioni della linea (es. la vicina Pontelambro-Castelmarte), dispone attualmente soltanto di un piccolo fabbricato che funge da sala d'aspetto e da riparo in caso di cattive condizioni del tempo. È presente solamente il binario di corsa della linea, servito da una banchina non dotata di pensilina. Il vecchio fabbricato viaggiatori venne demolito negli anni novanta.